# Nue no Onmyōji
Nue no Onmyōji (鵺の陰陽師?), es una serie de manga japonesa escrita e ilustrada por Kōta Kawae. Comenzó a serializarse en la revista Weekly Shōnen Jump de Shūeisha en mayo de 2023.

## Argumento
Desde que era niño, Gakuro Yajima ha podido ver espíritus, pero se muestra tímido ante ellos debido a uno que asesinó a su padre. Un día, conoce a Nue, un poderoso espíritu con la forma de una mujer que vive en una habitación secreta de su escuela. Tras un incidente con un espíritu violento que hiere mortalmente a Gakuro, este hace un contrato con Nue, quien le presta su poder, pero con la condición de que la ayude a derrotar a otros espíritus malvados y que colabore con otros exorcistas, quienes desconfían de ella. 

## Publicación
Escrita e ilustrada por Kōta Kawae, la serie comenzó a serializarse en la revista Weekly Shōnen Jump de Shūeisha el 15 de mayo de 2023. Sus capítulos individuales se han recopilado en nueve volúmenes tankōbon hasta la fecha.
Viz Media y Manga Plus están publicando la serie en inglés simultáneamente con su lanzamiento en Japón.

### Lista de volúmenes
| Volúmenes de manga publicados | Volúmenes de manga publicados | Volúmenes de manga publicados |
| Número                        | Fecha de lanzamiento          | ISBN                          |
| ----------------------------- | ----------------------------- | ----------------------------- |
| 1                             | 4 de octubre de 2023          | ISBN 978-4-08-883687-4        |
| 2                             | 4 de diciembre de 2023        | ISBN 978-4-08-883788-8        |
| 3                             | 2 de febrero de 2024          | ISBN 978-4-08-883820-5        |
| 4                             | 2 de mayo de 2024             | ISBN 978-4-08-884025-3        |
| 5                             | 4 de julio de 2024            | ISBN 978-4-08-884113-7        |
| 6                             | 4 de septiembre de 2024       | ISBN 978-4-08-884171-7        |
| 7                             | 4 de diciembre de 2024        | ISBN 978-4-08-884287-5        |
| 8                             | 4 de febrero de 2025          | ISBN 978-4-08-884397-1        |
| 9                             | 4 de abril de 2025            | ISBN 978-4-08-884454-1        |

## Recepción
La serie ocupó el puesto undécimo en la lista de cómics recomendados por los empleados de las librerías nacionales de 2024.
Jonathan Greenall de Comic Book Resources elogió la historia, el arte y los personajes, así como los diseños de los personajes. A Rowan Grover de Multiversity Comics le gustó el arte de la obra, aunque criticó el humor y el fanservice, describiéndola finalmente como "olvidable y molesta".

## Lectura adicional
- Nozomi, Kitten (9 de septiembre de 2023). «「令和版「Fate」だ！」小説家・成田良悟も推すジャンプ新連載『鵺の陰陽師』ゼロ年代”青春伝奇モノ”好きを中心に話題沸騰». Real Sound (en japonés).